# Neogastromyzon
Genre
Neogastromyzon est un genre de poissons d'eau douce téléostéens de la famille des Gastromyzontidae (ordre des Cypriniformes).

## Répartition
Les espèces du genre Neogastromyzon se rencontrent en Asie.

## Liste des espèces
Selon World Register of Marine Species (29 mars 2024) :
- Neogastromyzon brunei Tan, 2006
- Neogastromyzon chini Tan, 2006
- Neogastromyzon crassiobex Tan, 2006
- Neogastromyzon kottelati Tan, 2006
- Neogastromyzon nieuwenhuisii Popta, 1905
- Neogastromyzon pauciradiatus (Inger & Chin, 1961)

## Classification
Le nom valide complet (avec auteur) de ce taxon est Neogastromyzon Popta (d), 1905,.
Neogastromyzon a pour synonyme :
- Neoastromyzon (graphie incorrecte)

## Étymologie
Le nom générique, Neogastromyzon, composé du grec ancien νέος, néos, « nouveau », et du genre Gastromyzon, fait référence à la proximité de ce nouveau genre avec le genre Gastromyzon.

## Publication originale
- C. M. L. Popta, « Suite des descriptions préliminaires des nouvelles espèces de Poissons recueillies au Bornéo central par M. le Dr. A. W. Nieuwenhuis en 1898 et en 1900 », Notes from the Leyden Museum, Leyde, E. J. Brill, vol. 25, no 4,‎ 1905, p. 171-186 (ISSN 1872-9231, OCLC 1755814, lire en ligne).